# Wayne Township (comté de Crawford, Pennsylvanie)
Pour les articles homonymes, voir Wayne Township.
Wayne Township est un township, situé au sud-est du comté de Crawford, en Pennsylvanie, aux États-Unis,. En 2010, il comptait une population de 1 539 habitants.

## Démographie
Lors du recensement de 2010, le township comptait une population de 1 539 habitants. Elle est estimée, en 2018, à 1 478 habitants.

### Source de la traduction
- (en) Cet article est partiellement ou en totalité issu de l’article de Wikipédia en anglais intitulé « Wayne Township, Crawford County, Pennsylvania » (voir la liste des auteurs).